# Yeedzin Football Club
Yeedzin FC foi um clube de futebol do Butão, fundado em 2002 e dissolvido em 2016.

## História
No mesmo ano de sua criação foi promovido para a A-Division, da qual conquistou 3 títulos. Foi campeão, também, da nova Premier League na temporada 2012-13. Representaram o Butão na Copa dos Presidentes da AFC em quatro ocasiões, um feito que, em seu país, foi alcançado apenas pelo Transport United. Mas seu sucesso doméstico não foi replicado em nível continental, já em cada uma de suas quatro participações na competição internacional perdeu os três jogos da fase de grupos, marcando um total de apenas cinco gols em doze partidas.
Encerrou suas atividades em 2016, devido a razões financeiras.

## Títulos
- Campeonato Butanês: 4 (2008, 2010, 2011 e 2013)
- Premier League: 1 (2012-13)